# Demografia da Jamaica

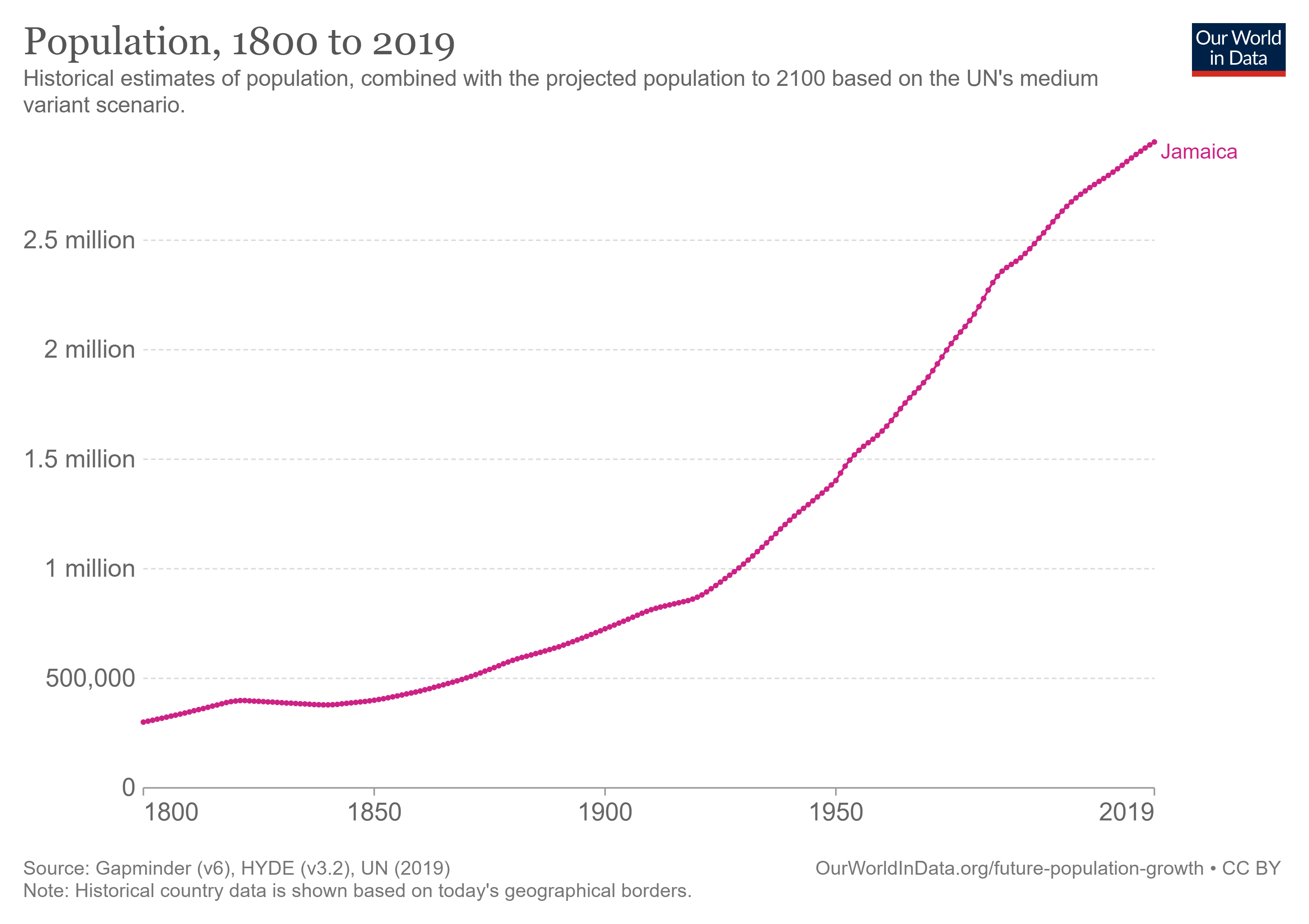
Evolução demográfica da Jamaica entre 1961 e 2003

A demografia da Jamaica tem características peculiares determinadas pela colonização. Aos habitantes originais misturaram-se escravos africanos, os latinos marrons ou selvagens, do espanhol cimarrones.
Os grupos étnicos africanos mais comuns trazidos para a Jamaica foram os acãs, provenientes da atual Gana, assim como africanos ibos, oriundos da Nigéria.
Em dois séculos de monocultura colonial a sociedade jamaicana estruturou-se em dois grupos: os muito ricos e os muito pobres. Grandes fazendeiros ingleses dominavam a política e a economia; enquanto isso, os escravos que trabalhavam nas lavouras, nada possuíam, não tinham qualquer direito civil. Porém, os marrons resistiam. A comunidade sobrevivia refugiada nas altas montanhas.
A persistência dos cimarrones foi recompensada em 1793, quando o governo britânico reconheceu a emancipação definitiva dos descendentes dos escravos espanhóis; aqueles que eram escravos em fazendas, somente foram libertados em 1833. Estes, espalharam-se pelos campos e se transformaram em uma classe rural que, hoje, representa a maior parte da população jamaicana com uma intensa participação política e econômica.
- Língua: inglês e dialeto do inglês
- Religiões: maioria anglicana e minoria rastafári